# Posłowie do Krajowej Rady Narodowej
Skład Krajowej Rady Narodowej ulegał ciągłym zmianom. Jego większość stanowili działacze komunistyczni i pozyskani przez nich działacze lewicowi. Wśród nich wielu było też agentów NKWD. Znaczną część składu stanowili działacze ludowi, zarówno sympatyzujący z rządem komunistycznym jak i skupieni przy byłym premierze Mikołajczyku. W celu podniesienia prestiżu KRN pozyskano też przedwojennych parlamentarzystów, którzy przetrwali wojnę oraz grupę wybitnych osobistości. Specyficzną grupę stanowili posłowie zgłoszeni przez Związek Patriotów Polskich – niektórzy nie uczestniczyli w pracach KRN lub zachowało się o ich działalności niewiele informacji. Aby zdobyć poparcie społeczne zachowano system wielopartyjny, jednak wszystkie partie polityczne infiltrowane były przez komunistów. Nowi posłowie obejmowali mandat poprzez dokooptowanie po zgłoszeniu przez różne partie lub środowiska, pozyskane do współpracy z władzami komunistycznymi. Powodami opuszczenia szeregów KRN było: śmierć posła, zrzeczenie się mandatu, aresztowanie przez bezpiekę lub odwołanie na wniosek zgłaszającego.
KRN powstała w konspiracji w noc sylwestrową z 31 grudnia 1943 na 1 stycznia 1944 roku, z inicjatywy Polskiej Partii Robotniczej w lokalu znajdującym się w nieistniejącej kamienicy przy ul. Twardej 22 w Warszawie. W zebraniu założycielskim wzięli udział prawie wyłącznie członkowie PPR (14 na 19 uczestników), organizatorzy zdołali pozyskać tylko dwóch działaczy socjalistycznych (Edward Osóbka-Morawski i Jan Haneman). W charakterze gości i obserwatorów zaproszono dwóch innych działaczy (Antoni Korzycki i Franciszek Litwin), którzy zaczęli występować jako reprezentanci ruchów ludowych dopiero na przełomie lutego i marca 1944, po przejęciu przez PPR jednego z mniejszych ugrupowań o tym charakterze. W posiedzeniu wzięła też udział przedstawicielka Żydowskiego Związku Robotniczego Pola Elster.
W skład Prezydium KRN weszli: Bolesław Bierut (przewodniczący, od 31 grudnia 1944 – Prezydent KRN), Edward Osóbka-Morawski (wiceprzewodniczący), Władysław Kowalski (członek), Michał Rola-Żymierski (członek) i Kazimierz Mijal (sekretarz). W skład KRN na pierwszym posiedzeniu weszli również m.in. Władysław Gomułka, Ignacy Loga-Sowiński, Franciszek Jóźwiak, Zenon Kliszko, Stanisław Szwalbe, Stanisław Tołwiński.
Dekretem z 28 czerwca 1945 r. KRN powołała Tymczasowy Rząd Jedności Narodowej. W konsekwencji konferencji moskiewskiej w czerwcu 1945, skład KRN został poszerzony o kilkunastu, a później kilkudziesięciu przedstawicieli grupy Stanisława Mikołajczyka. 28 czerwca 1945 roku do składu Prezydium KRN dokooptowano schorowanego już Wincentego Witosa (PSL) (faktycznie nie wykonywał funkcji) i Stanisława Grabskiego (bezpartyjny, przed wojną związany z endecją) oraz jednocześnie przedstawiciela lubelskiej PPS Stanisława Szwalbego. Zostali oni wiceprezydentami KRN.
W lipcu 1945 KRN składała się z 273 posłów (PPR – 97, PPS – 77, SL (lubelskie) – 56, SD – 17, niezrzeszeni – 26), w grudniu 288 (w tym 55 z PSL i 15 ze Stronnictwa Pracy), w październiku 1946, po „otworzeniu się na nowe środowiska” do KRN zaczęli dołączać działacze innych ugrupowań (głównie środowisk mikołajczykowskiego PSL). Ostatecznie KRN liczyła 444 członków (tyle ile polski Sejm przedwojenny) w tym: PPR – 135, PPS – 111, SL – 62, PSL – 57, SD – 37, SP – 14, mniejszość żydowska (po jednym reprezentancie „Bundu”, komunistów i syjonistów – 3), niezrzeszeni 26. Oprócz komunistów z PPR zasiadali w niej członkowie RPPS, GL, ZWM, SL (lubelskiego), SD, SP, działacze „niezależni” (np. wywodzący się z PPR i rzekomo reprezentujący Komitet Inicjatywy Narodowej) oraz niewielka grupa posłów żydowskich.
Oficjalnie KRN zakończyła działalność 19 stycznia 1947 po sfałszowanych przez PPR na korzyść Bloku Demokratycznego wyborach do Sejmu Ustawodawczego.

## Bund
- Michał Szuldenfrei

## Poalej Syjon-Lewica
- Adolf Berman
- Pola Elster

## Polska Partia Robotnicza
- Jerzy Albrecht
- Antoni Alster
- Julian Andrzejewski
- Roman Andrzejewski
- Tadeusz Bartoszewicz
- Marian Baryła
- Karol Bąkowski
- Jakub Berman
- Stanisław Bieniek
- Władysław Bieńkowski
- Bolesław Bierut
- Mieczysław Bodalski
- Jerzy Borejsza
- Stanisław Brodziński
- Julia Brystiger
- Jan Burdzy
- Aleksander Burski
- Edward Buze
- Hilary Chełchowski
- Adolf Cieślik
- Marian Czerwiński
- Paweł Dąbek
- Zofia Dembińska
- Henryk Dobrowolski
- Adam Doliński
- Henryk Domagalski
- Wiktor Drożdż
- Edward Drożniak
- Michał Drzewiecki
- Józef Dubiel
- Władysław Dworakowski
- Wincenty Dylewski
- Stanisław Karol Fedecki
- Władysław Ferenc
- Alfred Fiderkiewicz
- Edmund Giebartowski
- Władysław Gomułka
- Ludwik Gościński
- Wiktor Grodzicki
- Irena Grosz
- Zygmunt Grygiel
- Stanisław Hanyż
- Roman Hartenberger
- Jan Izydorczyk
- Jan Jabłoński
- Józef Janas
- Mieczysław Janikowski
- Stanisław Januszewski
- Mieczysław Jaruszewski
- Helena Jaworska
- Zofia Jaworska
- Stefan Jędrychowski
- Franciszek Jóźwiak
- Józef Kalinowski
- Ryszard Kalinowski
- Stefan Kalinowski
- Leon Kasman
- Jan Kędzierski
- Józef Kieszczyński
- Zenon Kliszko
- Wiktor Kłosiewicz
- Antoni Kołodziej
- Ryszard Komornicki
- Witold Konopka
- Maksymilian Kopczyński
- Izolda Kowalska-Kiryluk
- Aleksander Kowalski
- Ignacy Kowalski
- Helena Kozłowska
- Franciszek Król
- Leon Kruczkowski
- Władysław Kuczewski
- Franciszek Krzemień-Ojak
- Franciszek Kusto
- Władysław Kuszyk
- Jan Kwiatkowski
- Franciszek Lach
- Romuald Lesiakowski
- Pelagia Lewińska
- Mieczysław Lipert
- Ignacy Loga-Sowiński
- Kazimierz Maciejewski
- Mieczysław Majewski
- Aniela Makuchowa
- Józef Małecki
- Jan Manugiewicz
- Franciszek Mazur
- Kazimierz Mijal
- Hilary Minc
- Zygmunt Modzelewski
- Hanna Morawska
- Jerzy Morawski
- Władysław Nieśmiałek
- Stefan Niewiadomski
- Edward Ochab
- Edwarda Orłowska
- Czesław Oryński
- Zygmunt Piękniewski
- Tomasz Piętka
- Roman Piotrowski
- Adam Polewka
- Mieczysław Popiel
- Marian Potapczuk
- Kazimierz Przybył
- Edmund Pszczółkowski
- Stanisław Radkiewicz
- Aleksander Rafałowski
- Józef Rdzanek
- Wacław Rowiński
- Bolesław Rumiński
- Jan Rustecki
- Kazimierz Sidor
- Jerzy Skarżyński
- Stanisław Skrzeszewski
- Marian Słoń
- Włodzimierz Sokorski
- Marian Spychalski
- Eugeniusz Stawiński
- Stanisław Stęplewski
- Ryszard Strzelecki
- Henryk Szafrański
- Józef Szczęśniak
- Stanisław Szot
- Jerzy Sztachelski
- Kazimierz Ślusarek
- Karol Świerczewski
- Andrzej Taborowicz
- Irena Tarłowska
- Stanisław Tkaczow
- Karol Tkocz
- Magdalena Treblińska
- Franciszek Wawrzonek
- Roman Werfel
- Stefan Wierbłowski
- Leonard Wierzbicki
- Kazimierz Witaszewski
- Tadeusz Wojnowski
- Władysław Wolski
- Aleksander Zawadzki
- Roman Zambrowski
- Włodzimierz Zawadzki
- Władysław Zdunek
- Mieczysław Zdziechowski
- Stanisław Żemis
- Stefan Żółkiewski
- Franciszek Żymła

## Polska Partia Socjalistyczna
- Eugeniusz Ajnenkiel
- Wacław Armada
- Feliks Baranowski
- Franciszek Bazydło
- Tadeusz Bilewicz-Mróz
- Edward Bilski
- Feliks Boberski
- Czesław Bobrowski
- Helena Boguszewska
- Edward Brydak (prawdopodobnie aresztowany przed formalnym objęciem mandatu)
- Tadeusz Bukaty
- Stefan Cendrowski
- Kazimierz Chabaj
- Franciszek Chudoba
- Józef Cyrankiewicz
- Aleksander Czapski
- Jan Dąbrowski
- Konstanty Dąbrowski
- Hieronim Dobrowolski
- Stanisław Dobrowolski
- Władysław Dobrowolski
- Bolesław Drobner
- Stanisław Duniak
- Franciszek Formas
- Piotr Gajewski
- Lucjan Głowacki
- Juliusz Górecki
- Czesław Grajek
- Jan Gronkiewicz
- Ludwik Grosfeld
- Stanisław Gross
- Antoni Gruszczyński
- Jan Stefan Haneman
- Julian Hochfeld
- Henryk Jabłoński
- Władysław Jagiełło
- Jan Janasek
- Emil Jerzyk
- Wiesław Kaczmarek
- Michał Kaczorowski
- Antoni Kamiński
- Czesław Jerzy Karśnicki
- Józef Kaźmierczak
- Eugeniusz Kembrowski
- Jerzy Kornacki
- Stanisław Kowalczyk
- Janusz Kowalski
- Andrzej Krzewniak
- Halina Kuczkowska
- Julian Kukulski
- Adam Kuryłowicz
- Daniel Kuszewski
- Maria Kuzańska-Obrączkowa
- Stanisław Kwiatkowski
- Stanisław Leszczycki
- Leon Loth
- Wiktor Malczyński
- Kazimierz Mamrot
- Feliks Mantel
- Stefan Matuszewski
- Jerzy Michniewicz
- Leon Miernik
- Antoni Milewski
- Jan Mirek
- Lucjan Motyka
- Jerzy Morzycki
- Wiktor Niedziałek
- Małgorzata Nowicka
- Marian Nowicki
- Ryszard Obrączka
- Przemysław Ogrodziński
- Edward Osóbka-Morawski
- Adam Ostrowski
- Konrad Patek
- Feliks Petruczynik
- Stanisław Piaskowski
- Rozalia Pilch
- Teodor Piotrowski
- Eugenia Pragierowa
- Wacław Jerzy Przedmojski
- Eugeniusz Przetacznik
- Alfred Przybój-Jarecki
- Henryk Raabe
- Jan Rak
- Włodzimierz Reczek
- Stanisław Roth
- Kazimierz Rusinek
- Genowefa Sadło
- Józef Salcewicz
- Zygmunt Sałata
- Stanisław Sidowski
- Józef Siemek
- Henryk Marian Skałecki
- Stanisław Skowroński
- Jan Skrzypek-Kotwica
- Bolesław Sokół
- Jan Stańczyk
- Wincenty Stawiński
- Krystyna Strusińska
- Jan Szczyrek
- Stanisław Szwalbe
- Józef Szydłowski
- Zygmunt Szymanowski
- Michał Szyszko-Dąbek
- Henryk Świątkowski
- Janina Święcicka
- Kazimiera Świętochowska
- Jan Tomasik
- Franciszek Trąbalski
- Wiktor Trojanowski
- Jan Urban
- Dominik Wachowicz
- Henryk Wachowicz
- Stefan Witkowski
- Jan Wójcik
- Władysław Wójcik
- Leon Wudzki
- Zdzisław Zajączkowski
- Karol Zawisz
- Tadeusz Zygler
- Aleksander Żaruk-Michalski
- Jan Żerkowski
- Wacław Żukowski
- Zygmunt Żuławski

## Polskie Stronnictwo Ludowe
- Józef Balcerzak
- Kazimierz Banach
- Władysław Banaczyk
- Stanisław Bańczyk
- Aleksander Bogusławski
- Wincenty Bryja
- Józef Burda
- Paweł Chadaj
- Hanna Chorążyna
- Wojciech Droździk
- Anna Gadzalanka
- Stanisław Gąsiorowski
- Michał Głowacz
- Antoni Inglot
- Michał Jagła
- Franciszek Kamiński
- Władysław Kiernik
- Stanisław Klimczak
- Jan Król
- Mieczysław Kufel
- Jan Madej
- Kazimierz Maj
- Leon Marchlewski
- Stanisław Mazur
- Stanisław Mikołajczyk
- Paweł Mucha
- Kazimierz Nadobnik
- Józef Niećko
- Tadeusz Nowak
- Stanisław Osiecki
- Genowefa Osiejowa
- Stefan Owczarczyk
- Walery Pająk
- Jan Pietroński
- Czesław Jan Poniecki
- Jan Sajdak
- Bolesław Ścibiorek
- Lucjan Świdziński
- Bronisław Warowny
- Jan Witaszek
- Leon Witaszek
- Władysław Witek
- Andrzej Witos
- Stanisław Wójcik
- Czesław Wycech
- Zygmunt Załęski
- Władysław Zaremba

## Polskie Stronnictwo Ludowe Nowe Wyzwolenie
- Edward Bertold
- Arka Bożek
- Ludwik Denisiuk
- Bronisław Drzewiecki
- Kazimierz Iwanowski
- Ignacy Klimaszewski
- Jan Lorek-Sęk
- Feliks Pisula
- Tadeusz Rek
- Michał Rękas
- Wojciech Toporkiewicz

## Robotnicza Partia Polskich Socjalistów
- Leon Malinowski
- Stanisław Tołwiński
- Witold Wyspiański

## Stronnictwo Demokratyczne
- Marek Ferdynand Arczyński
- Wacław Barcikowski
- Stanisław Beniger
- Leon Biernacki
- Tadeusz Cieślak
- Leon Chajn
- Wiesław Fijałkowski
- Kazimierz Gallas
- Walery Goetel
- Szczepan Gołonkiewicz
- Leszek Guzicki
- Emilia Hiżowa
- Maria Jaszczukowa
- Jerzy Jodłowski
- Albin Jura
- Andrzej Klimowicz
- Antoni Kłossek
- Adam Krzyżanowski
- Stanisław Kulczyński
- Józef Małysz
- Mieczysław Michałowicz
- Romuald Miller
- Wiktor Nagórski
- Jerzy Nasierowski
- Jerzy Nowacki
- Edmund Odorkiewicz
- Dobromir Osiński
- Jan Rabanowski
- Mieczysław Rogalski
- Wincenty Rzymowski
- Stanisław Stefański
- Longin Szymański
- Franciszek Ślusarczyk
- Józef Wasowski
- Witold Wenclik
- Jan Karol Wende
- Ryszard Wojdak
- Lesław Wysocki

## Stronnictwo Ludowe (lubelskie)
- Wincenty Baranowski
- Józef Blak
- Bartłomiej Bojanowski
- Marian Borowiec
- Jerzy Burski
- Tadeusz Cieśla
- Mieczysław Chruścielewski
- Stanisław Cieślak
- Wincenty Cudny
- Jan Czechowski
- Jan Dąb-Kocioł
- Franciszek Dratwa
- Jerzy Jan Drewnowski
- Stefan Dybowski
- Henryk Dzendzel
- Jan Gancarczyk
- Wilhelm Garncarczyk
- Stanisława Garncarczykowa
- Tomasz Głodowski
- Jan Michał Grubecki
- Michał Gwiazdowicz
- Kazimierz Jachowicz
- Leon Jankowski
- Stanisław Janusz
- Władysław Jopek
- Aleksander Juszkiewicz
- Józef Aleksander Kaczocha
- Franciszek Kargól
- Władysław Kopeć
- Antoni Korzycki
- Stanisław Kotek-Agroszewski
- Władysław Kowalski
- Jan Aleksander Król
- Marian Kubicki
- Karol Kurpiewski
- Stanisław Kutrzepa
- Antoni Langer
- Franciszek Litwin
- Wacław Makowski
- Józef Maślanka
- Antoni Mitura
- Józef Ozga-Michalski
- Stanisław Pewnicki
- Bolesław Pietrzak
- Antoni Piotrowski
- Bolesław Podedworny
- Stanisław Podrygałło
- Teofil Pszczółkowski
- Józef Putek
- Andrzej Gustaw Raciążek
- Stefan Rękas
- Edward Rogowski
- Jan Rusin
- Wacław Saciłowski
- Adam Sadrakuła
- Stanisław Stasiak
- Leon Szparadowski
- Piotr Szymanek
- Jan Tabor
- Marian Tupalski
- Wacław Wanat
- Bohdan Wilamowski
- Jan Wilanowski
- Stefan Wilanowski
- Wincenty Witos
- Tadeusz Woner
- Józef Wójcik
- Jan Woźnicki
- Stanisław Wrona-Merski
- Henryk Wyrzykowski
- Mieczysław Wysocki
- Edmund Zalewski
- Stanisław Zaremba

## Stronnictwo Pracy
- Antoni Antczak
- Józef Brenstiern-Pfanhauser
- Stefan Brzeziński
- Stanisław Bukowski
- Jerzy Domiński
- Zygmunt Felczak
- Józef Alojzy Gawrych
- Kazimierz Groszyński
- Kazimierz Feliks Kumaniecki
- Józef Kwasiborski
- Marian Lityński
- Józef Maciejewski
- Stanisław Małolepszy
- Tadeusz Michejda
- Piotr Nowakowski
- Aleksander Olchowicz
- Karol Popiel
- Adolf Riedel
- Damazy Tilgner
- Henryk Trzebiński
- Konstanty Turowski
- Antoni Urbański
- Feliks Widy-Wirski

## Zjednoczenie Syjonistów Demokratów Ichud
- Emil Sommerstein

## posłowie bezpartyjni
- Zygmunt Berling
- Janina Broniewska
- Leon Chwistek
- Wiktoria Dewitz
- Józef Dominko
- Fiutek
- Stanisław Grabski
- Wincenty Hermanowski
- Tadeusz Jackowski
- Antoni Jakubowski
- Henryk Kołodziejski
- Tadeusz Kotarbiński
- Wilhelm Kubsz
- Leon Kurowski
- Zygmunt Kurtyka
- Stanisław Kutrzeba
- Franciszek Maślanka
- Jan Nepomucen Miller
- Zofia Nałkowska
- Władysław Oksiuta
- Wanda Papiewska
- Jakub Parnas
- Pasierb
- Julian Przyboś
- Michał Rola-Żymierski
- Steinberg
- Wanda Wasilewska
- Jan Wiktor